# Vladimir Sladojević
Vladimir Sladojević (ur. 12 maja 1984 w Banja Luce) – bośniacki piłkarz  grający na pozycji napastnika.